# Cruckshanksia hymenodon
Cruckshanksia hymenodon är en måreväxtart som beskrevs av William Jackson Hooker och George Arnott Walker Arnott. Cruckshanksia hymenodon ingår i släktet Cruckshanksia och familjen måreväxter. Inga underarter finns listade i Catalogue of Life.